# Estat profund
Un estat profund, també conegut com un estat dins d'un estat (sovint mencionat amb la forma anglesa deep state) és una forma de govern clandestina, formada per xarxes de poder ocultes que operen al marge del lideratge polític d'un país, per tal de satisfer els seus propis objectius.
Com a exemples d'aquesta estructura se citen generalment òrgans d'estat com les forces armades o organismes públics (serveis d'intel·ligència, policia, policia secreta, agències administratives o buròcrates). Un estat profund pot estar també format per alts funcionaris que actuïn sense conspirar però de manera coordinada a favor dels seus propis interessos. Els objectius d'un estat profund poden incloure la continuïtat del propi estat, la seguretat laboral dels seus membres, incrementar el seu propi poder i l'autoritat o la consecució d'objectius ideològics. L'estat profund sol operar en oposició a l'agenda dels funcionaris i càrrecs electes (i per tant del propi sistema democràtic), tot obstruint, resistint i subvertint les seves polítiques, condicions i directives.
El concepte s'associa tradicionalment a la xarxa de poder establerta a Turquia el 1923 per Kemal Atatürk tot i que l'expressió ja s'utilitzava en l'antiga Grècia i l'antiga Roma. Una de les referències històriques més cèlebres d'aquest concepte va exposar-la el 1961, en el seu discurs de comiat com a president dels Estats Units, Dwight Eisenhower, quan va alertar sobre la influència del "complex militar-industrial" com a poder ocult al seu país en el context de la Guerra Freda.